# Monka Bobtschewa
Monka Bobtschewa (* 1. Juni 1949 in Plowdiw) ist eine ehemalige bulgarische Leichtathletin, die sich auf den Sprint spezialisiert hat.

## Sportliche Laufbahn
Erste internationale Erfahrungen sammelte Monka Bobtschewa vermutlich im Jahr 1967, als sie bei den Balkanspielen in Istanbul in 12,2 s und 25,6 s jeweils die Bronzemedaille über 100 und 200 Meter gewann und sich mit der bulgarischen 4-mal-100-Meter-Staffel in 48,0 s die Silbermedaille hinter dem Team aus Jugoslawien sicherte. Im Jahr darauf gewann sie bei den Balkanspielen in Piräus 12,3 s die Bronzemedaille im 100-Meter-Lauf hinter Marijana Lubej aus Jugoslawien und der Rumänin Mariana Goth. Zudem sicherte sie sich mit der Staffel in 47,3 s die Bronzemedaille hinter den Teams aus Jugoslawien und Rumänien. 1969 gewann sie mit der Staffel in 46,6 s die Silbermedaille bei den Balkanspielen in Sofia hinter dem rumänischen Team und im Jahr darauf siegte sie in 45,9 s bei den Balkanspielen in Bukarest. Zudem schied sie bei der Sommer-Universiade in 25,3 s in der ersten Runde im 200-Meter-Lauf aus. 1971 gewann sie bei den Halleneuropameisterschaften in Sofia mit der 4-mal-200-Meter-Staffel in 1:39,7 min gemeinsam mit Iwanka Wenkowa, Iwanka Koschnitscharska und Sofka Popowa die Bronzemedaille hinter den Teams aus der Sowjetunion und der Bundesrepublik Deutschland. Im Jahr darauf siegte sie mit der 4-mal-100-Meter-Staffel mit neuem Meisterschafts- und Landesrekord von 44,7 s bei den Balkanspielen in Izmir. Anschließend trat sie nicht mehr international in Erscheinung.
1968 wurde Bobtschewa bulgarische Meisterin im 100-Meter-Lauf sowie 1970 über 200 Meter.